# Thomas White Woodbury

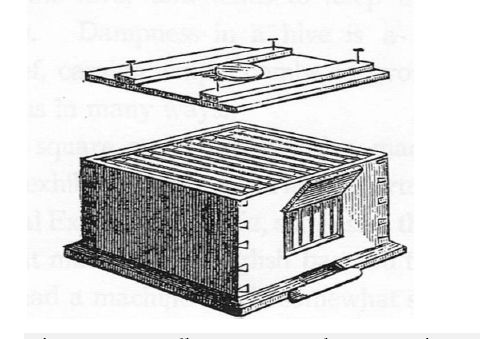
Woodburyho rámkový úl s vyvýšeným víkem

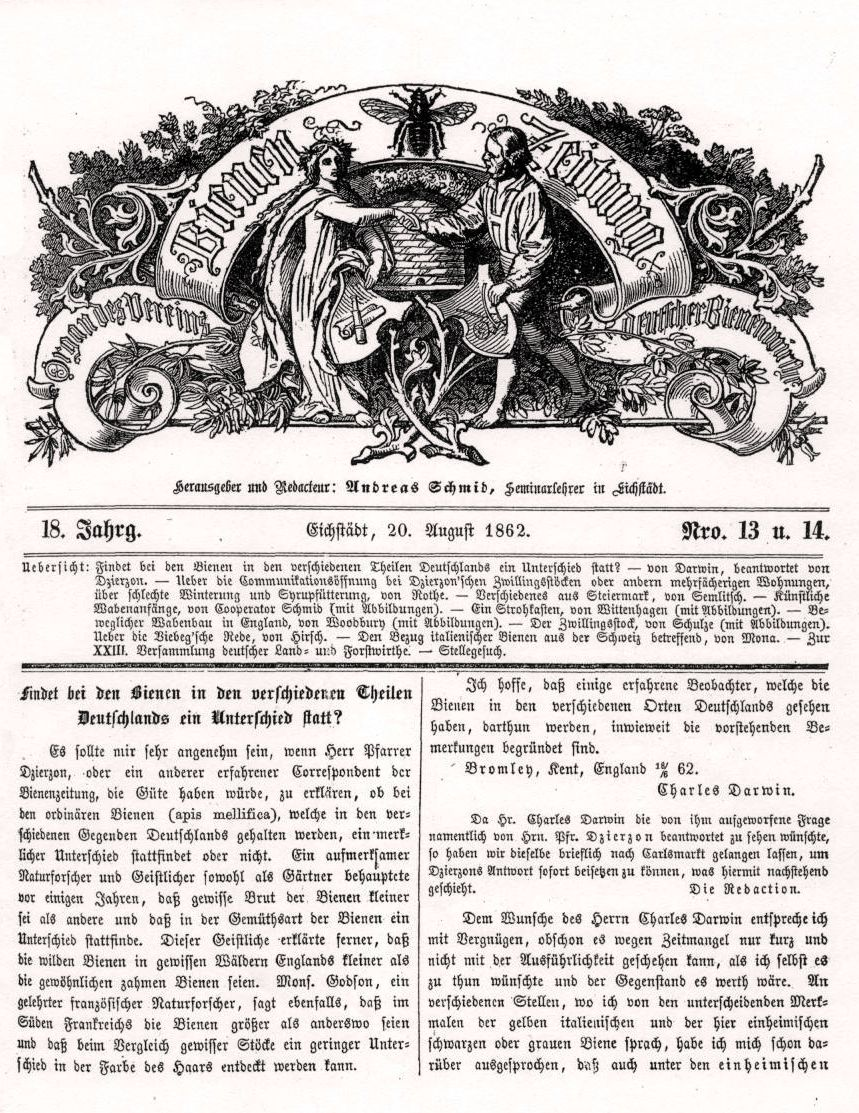
Dopis Charlese Darwina v „Bienen Zeitung“

Thomas White Woodbury (asi 1818–1871) byl anglický novinář a včelař, který se od roku 1850 po smrti svého syna plně věnoval včelařství. Byl zodpovědný za první dovezení a uvedení včely medonosné vlašské (Apis mellifera ligustica) do Velké Británie v roce 1859.

Woodbury dovezl 3. srpna 1859 včelí oddělek s vlašskou včelí matku ze Švýcarska. Když se povedlo sloučit oddělek s místními včelami tmavými (Apis mellifera mellifera), došlo historicky k prvnímu začlenění cizí včelí matky na britských ostrovech ze zemí mimo Velkou Británii.

Woodbury zastával názor o "nadřazenosti" vlašské včely (Apis mellifera ligustica) nad původní staroanglickou včelou tmavou (A. m. mellifera). Jeho článek publikovaný v „Bath and West of England Agricultural Journal“ v roce 1862 cituje "věřím, že včela medonosná vlašská je v každém ohledu nekonečně lepší než jiné poddruhy, se kterými jsme se dosud seznámili".
Woodburyho otec  W. H. Woodbury byl lingvistou a spolumajitelem novin „Exeter and Plymouth Gazette“. Thomas hrál aktivní roli ve vedení novin, než se soustředil na studium včel. Byl pravidelným přispěvatelem pod pseudonymem „A Devonshire Beekeeper“ do „Cottage Gardener“, „Journal of Horticulture“, „Gardeners' Chronicle“ a „The Times“.
Woodbury vyvinul návrh Langstrothova úlu reverenda L. L. Langstrotha, jeho verze byla známá jako „Woodbury Hive“
Woodbury byl v kontaktu s Charlesem Darwinem ohledně výzkumu včel.